# Península de Yamal
La península de Yamal (del ruso: полуостров Ямал) es una península que se interna en el océano Ártico, localizada al noroeste de Siberia, en el distrito autónomo de Yamalo-Nénets, en Rusia. Está muy próxima a la península de Guida.

## Geografía
La península de Yamal, de unos 120.000 km², se interna unos 700 km en el mar, en dirección sur-norte, bordeada, al oeste, por el mar de Kara —en concreto, el área de la bahía de Baydarátskaya— y al este, por las aguas del larguísimo golfo de Obi. En la lengua de sus habitantes indígenas, los nenets, «Yamal» significa «fin de la tierra». 
La península está compuesta principalmente de permafrost y geológicamente es un lugar muy joven —algunas zonas podrían tener menos de 10 000 años. 
Yamal posee las mayores reservas de gas natural de Rusia. El depósito Bovanénkovskoye está previsto que sea desarrollado por el monopolio ruso de gas, Gazprom, en 2011-2012, una circunstancia que puede hacer peligrar el futuro de la cría de renos nómadas.

## Fauna

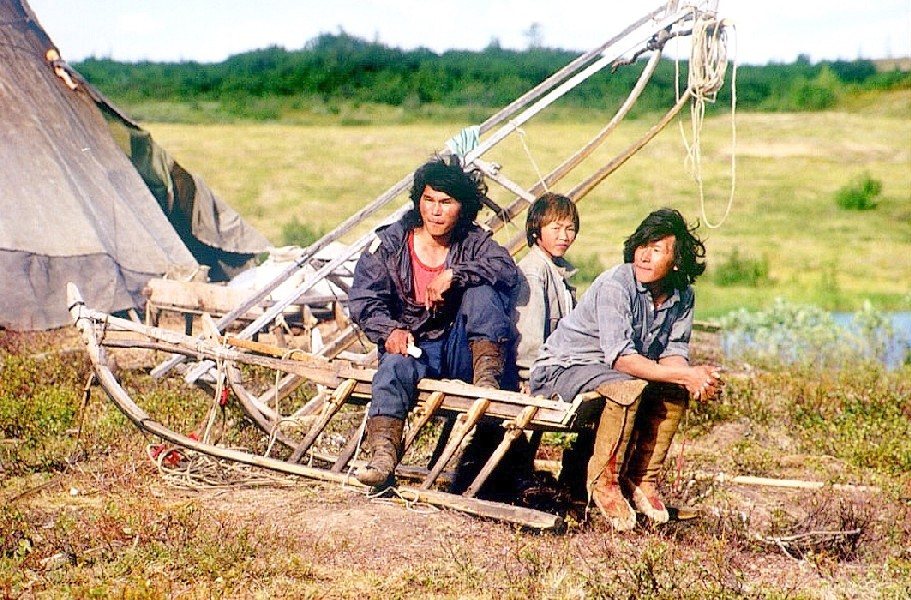
Familia nenets.

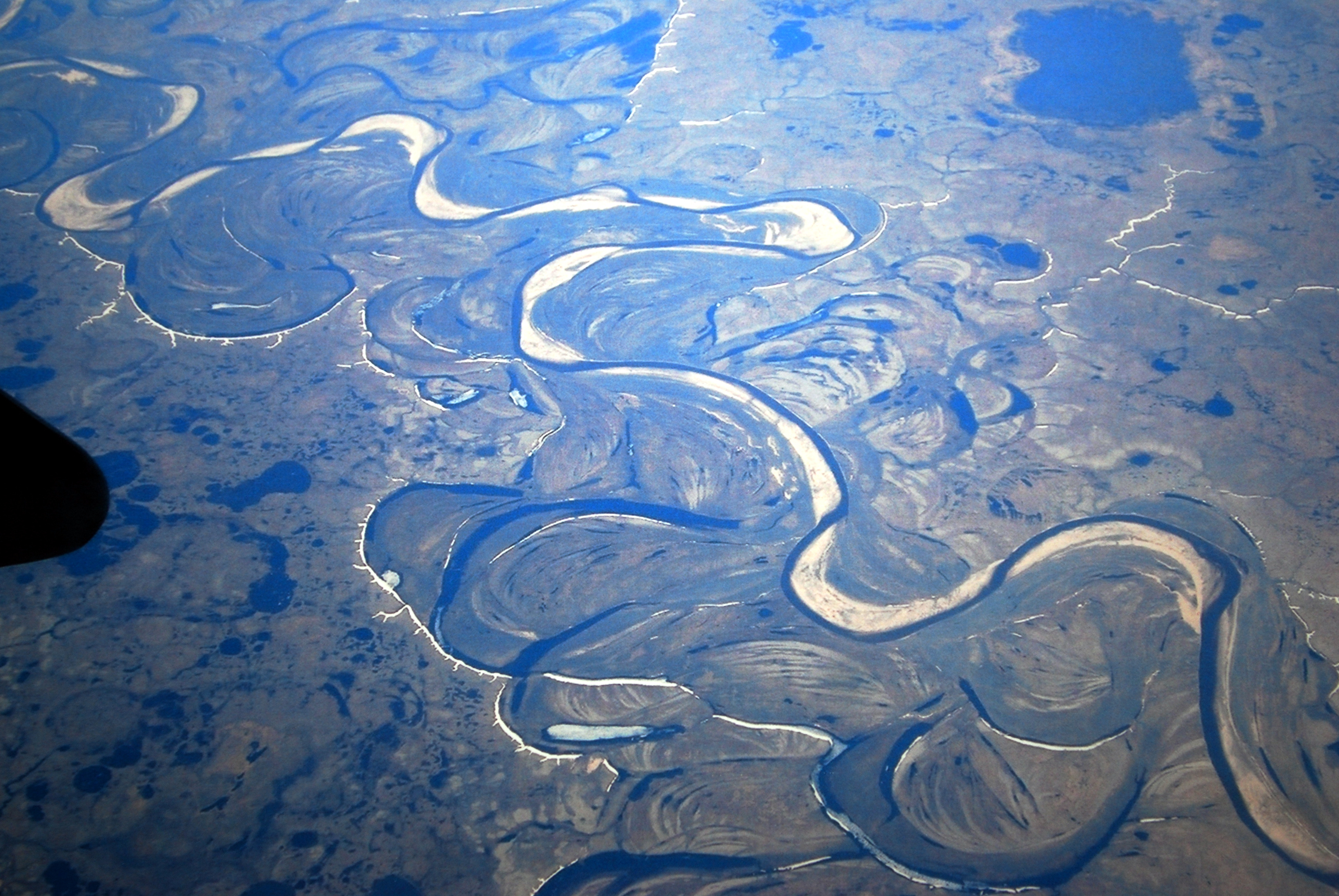
Vista aérea del paisaje de la península

La península de Yamal es el lugar donde se conserva mejor la cría tradicional a gran escala de renos de toda la Federación de Rusia. En la península, varios miles de pastores nómadas, nenets y jantys, pastorean unos 500.000 renos domésticos. Así mismo, Yamal está habitada por una multitud de especies de aves migratorias. 
La tundra de esta región (junto a la de la cercana península de Guida) constituye una ecorregión de la World Wide Fund for Nature: Tundra de las penínsulas de Yamal y Guida.

## Paleontología
En la península, en el verano de 2007, un pastor de renos encontró los restos bien conservados de un mamut, de hace unos 37.000 años. El ejemplar era una hembra, una cría de seis meses en el momento del fallecimiento.[cita requerida]

En el 2018, se halló un cachorro prehistórico, de unos 18 mil años, en la región del permafrost del Extremo Oriente ruso.
El 23 de julio del 2020, se descubrieron, en esta zona (debido al descongelamiento provocado por el cambio climático), restos muy bien conservados (parte de su cráneo, varias costillas, huesos de una pata delantera, tejidos blandos) de un mamut de hace unos 10 000 años.